# Salah Eddine Taleb
Salah Eddine Taleb (en arabe : صلاح الدين طالب) est un banquier algérien. Il occupe la fonction de gouverneur de la Banque d'Algérie depuis 2022.

## Biographie
Salah Eddine Taleb  est titulaire d'un DES en mathématiques (Université des sciences et de la technologie Houari-Boumédiène) et d'un doctorat en statistique (Université d'État de l'Oregon).
Il est nommé gouverneur de la Banque d'Algérie le 23 mai 2022 par le président Abdelmadjid Tebboune. Avant cela, il officiait en tant que Secrétaire général du Conseil de la monnaie et du crédit.